# Varkensmarkt (Brussel)
De Varkensmarkt (Frans: Rue du Marché aux Porcs) is een plein in Belgische stad Brussel.

## Geschiedenis
De Varkensmarkt is vernoemd naar de activiteit die er plaatsvond tot 1660. Het was toen een brede straat, in 1641 geplaveid, tussen de Verlorenkostpoort op de voormalige Kleine Vesten en de in 1561 geopende kanaalhaven. De markt werd in 1660 overgebracht naar het Blauw Gelege aan de overzijde van het Schuitendok, waarna men ging spreken over de Oude Varkensmarkt (de huidige) en de Nieuwe Varkensmarkt. Rond 1700 verhuisden de varkens weer naar de andere kant van het dok, ter hoogte van de huidige Schuitenkaai. Deze "nieuwe" Nieuwe Varkensmarkt bleef bestaan tot de opening van het slachthuis aan de Ninoofsepoort in 1851. Vanaf dan ging de Oude Varkensmarkt weer gewoon Varkensmarkt heten.
Tijdens de Septemberdagen van 1830 leden de regeringstroepen pijnlijk gezichtsverlies op de Varkensmarkt. 800 ruiters en infanteristen onder kolonel Van Balveren stuitten op een barricade bemand door een dertigtal Brusselaars die weigerden doorgang te verlenen. De soldaten openden het vuur maar liepen elkaar in de weg en werden vanuit de huizen bekogeld met kasseien, flessen en pannen. De kolonne sloeg in wanorde op de vlucht. Een honderdtal soldaten vond de dood en er werden verschillende gevangenen gemaakt, onder wie luitenant-kolonel Schenofsky en huzarenmajoor Van Borselen.
De volledige westkant van de Varkensmarkt werd gesloopt na het dempen van de binnenhaven in 1910-1911. Langs de achteruitgeschoven rooilijn kwamen in de jaren 30 appartementsgebouwen, waaronder een gebogen volume ontworpen door L. Muller en A. Servais.

## Ligging
De Varkensmarkt ligt in het centrum van Brussel met ten noorden van het plein de Locquenghienstraat en ten zuiden de Vlaamsesteenweg.
Aan het plein liggen theater BRONKS en Le Cheval Marin.
Op de Varkensmarkt staat het Monument voor de Pantsertroepen, in 1935 door E.G. Stubbe ontworpen. Het monument heeft als opschrift "AUX MORTS - DES - AUTO-BLINDES - 1914-1918 - 1940-1945", "ANVERS", "FLANDRES" en "REIGERSVLIET".